# Área salvaje Innoko
El área salvaje Innoko (en inglés: Innoko Wilderness es un área salvaje de los Estados Unidos que protege 500 000 ha del estado de Alaska. Fue designada por el Congreso de los Estados Unidos en 1980. Se encuentra en la parte sureste del Refugio Nacional de Innoko. El área salvaje Innoko es una zona de transición entre los bosques boreales de Alaska, y la tundra abierta del oeste de Alaska. Más de la mitad de los humedales son pantanos y ciénagas, lagos, ríos, arroyos y salpicado de islas de abeto negro y un bosque de musgos, líquenes y arbustos. A lo largo de los ríos Yukón e Innoko, numerosos campos de propiedad privada de subsistencia se utilizan periódicamente para la caza y la pesca por los nativos de Alaska.

## Fauna
Más de 20 000 castores viven en el área salvaje Innoko, junto con los alces y caribúes, osos negro y marrón, zorros, coyotes, linces, nutrias, y lobos. Se estima que 65 000 gansos canadienses habitan en verano, con más de 380 000 aves playeras y otras aves acuáticas, incluidas patos golondrinos, somormujos de cuello rojo, entre muchos otros.